# Chihuahuai vízvezeték
A chihuahuai vízvezeték a mexikói Chihuahua város műemléke, mely több mint 100 éven keresztül épült a 18. század második és a 19. század első felében. Ma már csak turisztikai látványosság.

## Története
1706-ban, még mielőtt Chihuahua városát megalapították volna, Antonio de Trasviña y Retes már megépítette a vízvezeték elődjét: a Chuvíscar folyó vizét egy csatornaépítményen keresztül elvezette Nuestra Señora de Regle nevű haciendájába, mely a mai Plaza de Merino tér környékén állt.
Azonban a környező bányák gazdagságának köszönhetően egy város növekedett a pusztaságban, melyet nagyobb mennyiségű vízzel kellett ellátni. 1738-ban a Santa Eulalia-i bányákra különadót vetettek ki, hogy ebből fedezzék az új vízvezeték építésének költségeit, azonban hosszú éveken keresztül a korrupt politikusok csak beszedték a pénzt, de az építkezés nem kezdődött el. 1751-ben az alkirály azonban megfeddte őket és elrendelte az építkezés megvalósítását: december 12-én meg is kezdődtek a munkálatok.
Főként Cristóbal de Villa és Agustín Guijorro kőművesek munkájának köszönhetően 1768-ra a vezeték már elérte az első külvárost, de ekkor a munkálatok leálltak, mivel ekkortól kezdve az építkezésre szánt pénzt inkább az indiánok elleni harcokra fordították. Csak 10 év múltán folytatódott az építkezés (ekkor már javításokra is szükség volt a már megépült szakaszon), 1786-ban így a vezeték elérte Alameda de Santa Ritát is (a mai Parque Lerdónál). Ekkor épültek ki az első víznyerőhelyek is a városi lakott területen belül. A 19. század elejére végül a Plaza de Armas térig is eljutott a víz, a teljes építkezés 1854-re fejeződött be. A vezeték összesen 5 km hosszú volt, több helyen a felszín mélyedéseit boltívsorokkal hidalta át.
Az első víztisztító szűrőket (4 darabot) 1895. június 2-án helyezték üzembe az akkor Jaliscónak, ma Cuartelesnek nevezett városrészben.
Az idők során sok részét már lebontották vagy beépítették, de még mindig megmaradt belőle mintegy 4 km-nyi hossz és ma is vannak szakaszai, melyek igazi látványosságot jelentenek a turisták számára, főként a Parque Acueducto parkban, ahol ma a vezeték egyik vége található. Itt az építmény esténként díszkivilágítást is kap. Más részein azonban benövi a növényzet, ellepi a szemét és a graffiti.